# جورج هنري فورد
جورج هنري فورد (بالإنجليزية: George Henry Ford)‏ هو فنان جنوب أفريقي، ولد في 20 مايو 1808 في مستعمرة كيب في جمهورية هولندا، وتوفي في 1876 في لندن في المملكة المتحدة.